# Поворотник
Поворотник (Campylidium) — рід мохів родини Amblystegiaceae.
Вперше цей рід був описаний Нільсом Конрадом Кіндбергом.
Види цього роду зустрічаються в Європі.